# Raphaël Kötters
Raphaël Kötters, né le 21 janvier 2001 à Eupen en Belgique, est un handballeur belge qui évolue a Istres Provence Handball et en Équipe de Belgique masculine de handball.

## Biographie
Raphaël Kötters est dans la liste des trois meilleurs arrières droits et des cinq meilleurs espoirs,,. 